# Uzakia unica
Uzakia unica là một loài nhện trong họ Deinopidae. Chúng được miêu tả năm 1970 bởi Raymond Robert Forster, thường xuất hiện ở New Zealand.